# 建築物の耐震改修の促進に関する法律
建築物の耐震改修の促進に関する法律（けんちくぶつのたいしんかいしゅうのそくしんにかんするほうりつ、平成7年10月27日法律第123号）は、建築物の耐震改修に関する日本の法律である。略称は耐震改修促進法。